# 권오영 (1975년)
권오영(1975년 11월 20일~)은 대한민국의 배우이다. 2000년 SBS 서울방송 9기 공채 탤런트로 정식 데뷔하였다.

## 학력
- 미국 텍사스주 휴스턴에서 초등학교 졸업
- 서울외국인학교에서 중·고등학교 졸업
- 서던캘리포니아 대학교 경제학 학사

## 출연작

### TV 드라마
- 2000년 SBS 일요아침드라마 《달콤한 신부》
- 2000년 SBS 수목드라마스페셜 《불꽃》
- 2000년 SBS 월화드라마 《사랑의 전설》
- 2000년 SBS 주말극장 《덕이》
- 2000년 SBS 일요아침드라마 《좋아 좋아》
- 2000년 SBS 청춘시트콤 《행진》
- 2000년 SBS 미니시리즈 《팝콘》
- 2000년 SBS 일일시트콤 《순풍산부인과》
- 2000년 SBS 월화드라마 《도둑의 딸》
- 2000년 SBS 아침드라마 《사랑과 이별》
- 2000년 SBS 일일연속극 《당신은 누구시길래》
- 2000년 SBS 수목드라마스페셜  《경찰특공대》
- 2000년 SBS 수목드라마스페셜  《줄리엣의 남자》
- 2000년 SBS 일요드라마 《카이스트》
- 2000년 SBS 일일연속극 《자꾸만 보고싶네》
- 2000년 SBS 청춘시트콤 《골뱅이》
- 2000년 SBS 아침드라마 《용서》
- 2000년 SBS 월화드라마 《천사의 분노》
- 2000년 SBS 수목드라마스페셜 《여자만세》
- 2000년 SBS 월화드라마 《루키》
- 2001년 SBS 수목드라마스페셜 《순자》
- 2001년 SBS 아침드라마 《이별 없는 아침》
- 2001년 SBS 주간시트콤 《허니허니》
- 2001년 SBS 수목드라마스페셜 《로펌》
- 2001년 SBS 주말극장 《아버지와 아들》
- 2001년 SBS 추석특집드라마 《엄마를 찾습니다》
- 2001년 SBS 일일연속극 《이 부부가 사는 법》
- 2002년 SBS 수목드라마스페셜 《지금은 연애중》
- 2002년 SBS 일일연속극 《오남매》
- 2002년 SBS 청춘시트콤 《레츠고》
- 2002년 SBS 청춘시트콤 《오렌지》 ... 알까기 강사 권재영 역
- 2003년 SBS 주말극장 《백수탈출》
- 2003년 SBS 수목드라마스페셜 《요조숙녀》
- 2003년 SBS 수목드라마스페셜 《때려》
- 2003년 SBS 수목드라마스페셜 《천국의 계단》
- 2004년 SBS 주말특별기획드라마 《발리에서 생긴 일》
- 2004년 SBS 아침드라마 《청혼》